# 大石信澄
大石 信澄（おおいし のぶずみ、寛永13年（1636年） - 元禄2年12月24日（1690年2月3日））は、江戸時代前期の赤穂藩浅野氏の家臣。赤穂浪士の大石信清の父。通称は孫四郎（まごしろう）、のち八郎兵衛（はちろべえ）。
赤穂浅野家重臣の大石信云の次男として生まれる。母は浅野家重臣の奥野尚次の娘。兄に大石無人がいる。正保2年（1645年）に父が隠居すると、450石の家督と八郎兵衛の通称はこの信澄が継いだ。
元禄2年（1689年）12月24日に赤穂藩大阪屋敷に勤務中に死去。享年54。大阪の圓通院に葬られた。法名は西朱院太木道意。
妻は小田貞守の妹。息子に大石信興、大石信清。娘も3人おり、次女べんは赤穂浅野家家臣の岡本重之の妻となっている。